# Austria-Svizzera 7-5
L'espressione tedesca Hitzeschlacht von Lausanne (Infuocata battaglia di Losanna) si riferisce all'acceso e rocambolesco quarto di finale del Campionato mondiale di calcio 1954 giocato tra Austria e Svizzera e conclusosi 7 a 5 (risultato primo tempo 5-4), il 26 giugno 1954 a Losanna, presso lo Stade Olympique de la Pontaise, con inizio alle ore 17.00 e all'attenzione di circa 35.000 spettatori. 
A tuttora, la partita è la più ricca di gol (ben 12) nella storia delle fasi finali di un Campionato mondiale di calcio.

## Il tabellino
| Arbitro: | Faultless |

| |            | |
| Wagner 25’, 27’, 53’ A. Körner 26’, 34’ Ocwirk 32’ Probst 76’                                                        | Marcatori  | 16’, 39’ Ballaman 17’, 19’, 58’ Hügi                                                                              |
| Schmied 1 Hanappi 2 Happel 3 Barschandt 4 Ocwirk 5 Koller 6 R. Körner 7 Wagner 9 Probst 10 A. Körner 11 Stojaspal 21 | Formazioni | 2 Parlier 4 Bocquet 7 Neury 9 Casali 10 Eggimann 14 Kernen 15 Antenen 16 Ballaman 17 Fatton 18 Hügi 22 Vonlanthen |
| Nausch | Allenatori | Rappan |

## La partita
A venti minuti dall'inizio della gara, con il gol di Ballaman (16') e quelli di Hügi (17' e 19'), la Svizzera si trova a condurre per 3 a 0. Al minuto 32' del primo tempo, però, l'Austria – con le segnature di Wagner (25' e 27'), Alfred Körner (26') e Ocwirk (32') – ha ribaltato il risultato e, non paga, al 34' si porta sul 5 a 3 con il secondo gol di Alfred Körner. Al 39' lo svizzero Ballaman va nuovamente in gol e il primo tempo si chiude con l'Austria in vantaggio per 5 a 4. Dopo l'intervallo, Austria ancora in rete con Wagner (53') che realizza la sua personale tripletta, al 60' gol svizzero di Hügi (anche per lui è tripletta) e, infine, Probst (76') chiude le ostilità. Risultato finale: Austria batte Svizzera 7 a 5.

## Il ruolo del caldo
Il risultato finale della partita è, almeno in parte, da imputare al caldo torrido che, quel giorno, imperversò su Losanna. Con la temperatura di 40 °C all'ombra, infatti, molti dei ventidue calciatori in campo, in un calcio che ancora non contemplava le sostituzioni, ebbero evidenti problemi di rendimento. Tra questi, nella prima parte della gara, il portiere austriaco Schmied, fino a quel momento imbattuto nella competizione, fu stordito da un colpo di sole e, quasi in stato di "trance", subì in quattro minuti i primi tre gol della Svizzera, con alle spalle il massaggiatore della nazionale austriaca, Josef Ulrich, che cercava di dirigerlo nelle parate. Vittima di un malore che lo costrinse ad abbandonare le ostilità fu, poi, il capitano degli elvetici Bocquet: l'origine del collasso, con il caldo come concausa – si scoprì in seguito – era da attribuire a un tumore al cervello, poi asportatogli.